# Sifone (speleologia)

Due esempi di sifone

Un sifone è un particolare tipo di forma carsica. Si tratta di un passaggio in una grotta sommerso d'acqua. Un sifone può essere statico, senza flussi in entrata o in uscita, o attivo, attraversato cioè da un flusso d'acqua continuo. Un'altra distinzione può essere fatta tra sifoni di fondo e pensili.

## Esplorazione

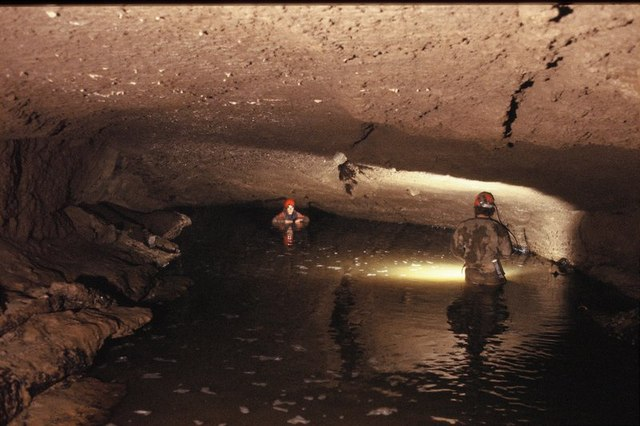
Quarto sifone della grotta Agen Allwed, in Galles

### Immersione
Durante un'esplorazione, brevi sifoni possono essere oltrepassati semplicemente trattenendo il respiro ed immergendosi nella parte sommersa d'acqua. Questo metodo è noto come immersione in apnea e può essere messo in pratica solo se il sifone è sufficientemente breve e tecnicamente semplice da oltrepassare. Sifoni più lunghi o più complessi (come quelli della Grotta Krubera, ad esempio) possono essere oltrepassati solo tramite apposite tecniche di immersione in grotta.

### Drenaggio
Talvolta i sifoni possono anche essere drenati. Rimuovere l'acqua da un sifone richiede:
- che un eventuale flusso in entrata abbia una portata minore rispetto alla potenza di drenaggio;
- un luogo adatto dove raccogliere l'acqua prelevata.